# Кознев, Алексей Валентинович
Алексей Валентинович Ко́знев (3 октября 1975, Череповец, СССР) — российский хоккеист, нападающий, заслуженный мастер спорта России (2002), тренер и функционер.
Воспитанник череповецкого хоккея, начинал карьеру в череповецком «Металлурге» (с 1994 года — «Северсталь») в 1992 году, с 1995 с перерывами играл в команде СКА (Санкт-Петербург) в общей сложности 11 сезонов, является долгожителем клуба по этому показателю.
Окончил Череповецкий государственный университет.
Тренер «Серебряных львов» с 2012 по 2014 гг.
С октября 2015 года — генеральный менеджер «Северстали».
В мае 2016 года назначен директором САНО «Хоккейный клуб Северсталь», февраль 2018 команда «Северсталь» впервые за последние пять лет заняла 8-к место и вышла в плей-офф. В ноябре 2018 года покинул клуб.
Главный тренер команды чемпионата Эстонии «Вайперс»[уточнить].

## Достижения
- Серебряный призёр чемпионата мира 2002 года
- Бронзовый призёр чемпионата России 2001 года в составе «Северстали».